# Peter Norton
Peter Norton (Aberdeen, Washington; 14 de noviembre de 1943) es un informático y filántropo. Norton se graduó en Reed College. En los 80, produjo una herramienta informática sobre el recuperado de datos sobre discos del Sistema operativo DOS, eso le llevó a la fama y siguió desarrollando software de tipo herramienta como el mítico Norton Utilities.
Peter Norton nació en Aberdeen, Washington. Asistió a Reed College en Portland, Oregón, graduándose en 1965.
En la década de 1980, Peter Norton produjo una popular herramienta para recuperar datos borrados de discos DOS, que fue seguida por varias otras herramientas que se conocen colectivamente como Norton Utilities.
Junto con Norton Utilities, Peter Norton produjo Norton Commander, una herramienta de gestión de archivos para DOS; Guías Norton, un programa TSR que mostraba información de referencia para el lenguaje ensamblador y otros componentes internos del IBM PC, sino que también puede mostrar otros la información de referencia compilada en el formato de archivo adecuado; y Norton Editor, un editor de texto.
Norton y su compañía, Peter Norton Computing, produjeron también varios otros programas, manuales técnicos, libros de introducción a la informática. Peter Norton es conocido por Peter Norton Programmer's Guide para la IBM-PC, una popular y completa guía de programación de bajo nivel en la plataforma PC (que abarca la BIOS de MS-DOS y las llamadas al sistema con gran detalle). La primera (1985) de esta edición fue apodada "libro de camisa rosa", por la camisa rosa que llevaba Peter Norton en la foto de la portada. Aunque en la segunda edición del libro Peter Norton usaba una camisa blanca, en la tercera y las ediciones posteriores regresó a la camisa de color rosa. Peter Norton cruzado de brazos es una marca registrada en EE. UU.
En 1990, Peter Norton vendió su empresa a Symantec. Sin embargo, la marca Norton aún existe en tales productos como Symantec Norton AntiVirus, Norton 360, Norton Internet Security, Norton Personal Firewall, Norton SystemWorks (que ahora contiene una versión actual de las Norton Utilities), Norton AntiSpam, Norton GoBack (anteriormente Roxio GoBack),  Norton PartitionMagic (antes PowerQuest PartitionMagic), y Norton Ghost. El rostro de Peter Norton fue utilizado en el embalaje de todos los productos de marca Norton, hasta el año 2001. 